# Odd Fossengen
Odd Kristian Fossengen (ur. 27 lutego 1945 w Nes, zm. 29 grudnia 2017) – norweski żużlowiec.

## Życiorys
Wielokrotny reprezentant Norwegii w eliminacjach indywidualnych mistrzostw świata (m.in. pięciokrotny uczestnik finałów skandynawskich: 1968 – III miejsce, 1969 – XIV miejsce, 1970 – X miejsce, 1971 – V miejsce i 1973 – XVI miejsce). Brązowy medalista międzynarodowych rozgrywek par (nieoficjalne mistrzostwa świata par) w Kempten w 1968 roku. Startował w parze razem z Öyvindem Bergiem.
Brązowy medalista indywidualnych mistrzostw Norwegii w 1967 roku.
Startował w ligach angielskiej w barwach klubu Poole Pirates (mistrzostwo w 1969 roku) i rodezyjskiej – w barwach klubu Warriors Bulawayo.
W maju 1974 roku zakończył karierę po wypadku spowodowanym przez swojego rodaka – Ulfa Løvassa, podczas meczu Poole Pirates z Oxford Rebels, w wyniku którego doznał skomplikowanego złamania uda.

## Przynależność klubowa
Wielka Brytania
- Poole Pirates (1968–1974)

Rodezja
- Warriors Bulawayo (1971)